# La Valse aux adieux
La Valse aux adieux (Valčík na rozloučenou) est un roman tchèque de Milan Kundera achevé en 1970 ou 1971, paru en France en 1976.

## Description
L'histoire se déroule entièrement dans une "ville d'eaux au charme suranné" (la seule description que l'on aura de l'endroit), l'histoire, d'une rare noirceur chez Kundera, se fait sur le ton léger du vaudeville. Les personnages se télescopent au gré des jours, le rythme s'accélérant tel une valse qui s'emballe. Une infirmière, Ruzena, un gynécologue, le docteur Skreta, un riche américain, Bertlef, un célèbre trompettiste, Klima, un ancien détenu, Jakub.

## Thèmes
On retrouve dans ce livre les subtilités de l'écriture de Kundera, parler de choses graves avec une incroyable légèreté.

### La procréation
- La clinique où se passe une bonne partie de l'action est principalement peuplée de femmes qui ne peuvent procréer ; or Ruzena, l'infirmière, redoute ce qui semble lui être arrivé : elle est tombée enceinte.

### La mort
- Le roman a un regard détaché, voire cynique, sur la mort. Les personnages émettent des avis nihilistes sur l'espèce humaine. Jakub dit : "Je ne sais qu’une chose, c’est que je ne pourrai jamais dire avec une totale conviction : l’homme est un être merveilleux et je veux le reproduire."
- Jakub n'interprète pas l'assassinat du roi Hérode de tous les enfants juifs comme un crime, mais comme un geste de générosité envers le monde.
- Ces déclarations ne sont pas à prendre comme une haine des enfants, mais véritablement comme le refus de procréer.